# 野中政宏
野中政宏（日语：／ Nonaka Masahiro，1968年10月15日—），日本男性配音員、旁白。現在是自由身。出身於廣島縣廣島市。身高178cm。A型血。

## 經歷、人物
以前曾經隸屬於大阪電視人才局（TTB）、Chara、Vozator。2024年4月，作為以自由工作者獨立。店名是「FLAT-3」。
自從加入TTB以來，他一直為SNK格鬥遊戲《格鬥天王》系列初代（大蛇篇〈《'95》—《'97》〉主角草薙京配音。出道以來，他主要擔任旁白，活躍於廣泛的領域，不僅包括電視、廣播節目和廣告，也為企業和政府機構製作企業PV和網路動畫。
興趣：觀賞體育賽事。他是職業棒球廣島東洋鯉魚、足球J聯賽京都不死鳥、籃球B聯賽大阪大財神的球迷。眾所周知，他喜歡多項運動，包括賽車運動和花式溜冰。
從小就喜歡汽車，自從學生時代拿到駕照後，開車就一直是他的興趣之一。其中他開馬自達MX-5已有20年，似乎還用它去露營，這是他的另一個嗜好。仍然是馬自達車迷，喜歡馬自達汽車的感覺。

## 演出
粗體字表示主要角色。

### 動畫
- 格鬥天王：另一天（日语：The King of Fighters: Another Day）（2005年，草薙京）

### 遊戲
- 格鬥天王系列（1994年—2010年，草薙京[注 1]、京-1、京-2）23作品[系列 1]
- 侍魂系列（1995年—2004年，首斬破沙羅（日语：首斬り破沙羅））5作品[系列 2]
- CAPCOM VS. SNK（日语：CAPCOM VS. SNK）系列（2000年—2001年，草薙京）3作品
- SNK VS. CAPCOM SVC CHAOS（日语：SNK VS. CAPCOM SVC CHAOS）（2003年，草薙京）
- NeoGeo Battle Coliseum（日语：ネオジオバトルコロシアム）（2005年，草薙京）

### 廣播節目
- Bar Cendriillon（日语：バール・サンドリオン）[1]
- DRAMAVOX[1]

### 廣告（電視、電台、網路）
- 學研[1]
- 吉卜力工作室[1]
- 田邊製藥（日语：田辺三菱製薬）[1]
- 麒麟（日语：キリン (企業)）[1]
- 天下一品
- 551蓬萊（日语：蓬萊 (飲食店)）
- 燒肉之名門 天壇
- 日本電氣硝子（日语：日本電気硝子）
- 廣島東洋鯉魚

### 企業PV、展會視頻、網路動畫
- 大和博物館（眾籌回禮）
- NTT西日本（日语：西日本電信電話）
- 關西大學
- 平城宮跡資料館
- 海之京都
- 關西電力
- 關西電力輸配電（日语：関西電力送配電）

### 電視節目旁白
- （SUN電視台）
- S-mail[1]
- 料理東西軍（節目宣傳）[1]
- [1]
- （OP&ED旁白）（岸和田電視台（日语：テレビ岸和田））

### 其它
- 京都紫不死鳥體育場DJ（日语：スタジアムDJ）（2002年—2006年）
- 痛快！明石家電視台（日语：痛快!明石家電視台）（2018年）

## 腳註

## 外部連結
- 野中政宏公式官網「FLAT-3」 （页面存档备份，存于） （日語）
- （日語）—goo人名事典
- 野中政宏 （页面存档备份，存于） （日語）—allcinema（日语：allcinema）